# ジャスティン・ローレンス (野球)
ジャスティン・アンソニー・ローレンス（Justin Anthony Lawrence, 1994年11月25日 - ）は、パナマ運河地帯出身のプロ野球選手（投手）。右投右打。MLBのピッツバーグ・パイレーツ所属。

## 経歴

### プロ入り前
パナマ生まれだが、2歳の時にアメリカ合衆国へ移住している。

### プロ入りとロッキーズ時代
2015年のMLBドラフト12巡目（全体347位）でコロラド・ロッキーズから指名され、プロ入り。契約後、傘下のパイオニアリーグのルーキー級グランドジャンクション・ロッキーズでプロデビュー。A-級ボイシ・ホークスでもプレーし、2球団合計で22試合に登板して0勝2敗、防御率8.39、18奪三振を記録した。
2016年はA-級ボイシとA級アッシュビル・ツーリスツでプレーし、2球団合計で49試合に登板して4勝6敗8セーブ、防御率4.98、63奪三振を記録した。
2017年はA級アッシュビルでプレーし、16試合に登板して0勝2敗6セーブ、防御率1.65、20奪三振を記録した。
2018年はA+級ランカスター・ジェットホークスでプレーし、55試合に登板して0勝2敗11セーブ、防御率2.65、62奪三振を記録した。オフにはアリゾナ・フォールリーグに参加し、ソルトリバー・ラフターズに所属した。11月20日にはルール・ファイブ・ドラフトでの流出を防ぐために40人枠入りした。
2019年はAA級ハートフォード・ヤードゴーツとAAA級アルバカーキ・アイソトープスでプレーし、2球団合計で38試合に登板して1勝5敗、防御率8.76、32奪三振を記録した。
2020年1月17日に禁止薬物の陽性反応を示し、80試合の出場停止処分を科せられた。この年は新型コロナウイルスの影響でマイナーリーグの試合が開催されず、メジャーにも昇格しなかったため、公式戦の登板は無かった。
2021年4月29日にメジャー初昇格を果たし、同日のアリゾナ・ダイヤモンドバックス戦でメジャーデビュー 。
2022年は38試合に登板して3勝1敗1セーブ7ホールド、防御率5.70、48奪三振を記録した。
2023年は開幕前に第5回WBCのパナマ代表に選出された。シーズンではこの時点で自己最多となる69試合に登板し、4勝7敗と負け越した一方、セーブとホールドは共に自己最高となる『11』を記録した。また、残りの成績は防御率3.72、こちらも自己最多となる78奪三振という成績であった。
2024年の開幕はメジャーで迎えた。5月3日にアンヘル・チビリと入れ替わる形で父親リスト入りした。3日後には復帰したものの、同月27日に今度は右肩を痛めて15日間の故障者リスト入りとなった。6月17日にメジャーに復帰して以降はメジャーに定着した。この年は怪我の影響などもあり、56試合と登板試合数は落としたが、4勝4敗と五分で終えた。残りの成績は2セーブ5ホールド、防御率6.49、45奪三振という成績であった。

### パイレーツ時代
2025年3月3日にウェイバー公示を経てピッツバーグ・パイレーツへ移籍した。

## 投球スタイル
| 球種       | 割合 | 平均球速 | 平均球速 | 最高球速 | 最高球速 |
| 球種       | %    | mph      | km/h     | mph      | km/h     |
| ---------- | ---- | -------- | -------- | -------- | -------- |
| シンカー   | 55.3 | 95.1     | 153      | 98.7     | 158.8    |
| スライダー | 44.7 | 82.3     | 132.4    | 98.7     | 158.8    |

投球フォームはサイドスローである。最速101.2mph（約162.9km/h）を計測するシンカーと平均球速130km/hほどのスライダーで投球を組み立てる。

## 詳細情報

### 年度別投手成績
| 年 度    | 球 団    | 登 板 | 先 発 | 完 投 | 完 封 | 無 四 球 | 勝 利 | 敗 戦 | セ 丨 ブ | ホ 丨 ル ド | 勝 率 | 打 者 | 投 球 回 | 被 安 打 | 被 本 塁 打 | 与 四 球 | 敬 遠 | 与 死 球 | 奪 三 振 | 暴 投 | ボ 丨 ク | 失 点 | 自 責 点 | 防 御 率 | W H I P |
| -------- | -------- | ----- | ----- | ----- | ----- | -------- | ----- | ----- | -------- | ----------- | ----- | ----- | -------- | -------- | ----------- | -------- | ----- | -------- | -------- | ----- | -------- | ----- | -------- | -------- | ------- |
| 2021     | COL      | 19    | 0     | 0     | 0     | 0        | 1     | 0     | 0        | 2           | 1.000 | 86    | 16.2     | 21       | 0           | 19       | 1     | 0        | 17       | 2     | 0        | 16    | 16       | 8.64     | 2.40    |
| 2022     | COL      | 38    | 0     | 0     | 0     | 0        | 3     | 1     | 1        | 7           | .750  | 191   | 42.2     | 44       | 3           | 22       | 0     | 1        | 48       | 1     | 0        | 27    | 27       | 5.70     | 1.55    |
| 2023     | COL      | 69    | 0     | 0     | 0     | 0        | 4     | 7     | 11       | 11          | .364  | 326   | 75.0     | 65       | 5           | 36       | 4     | 7        | 78       | 3     | 0        | 37    | 31       | 3.72     | 1.35    |
| 2024     | COL      | 56    | 0     | 0     | 0     | 0        | 4     | 4     | 2        | 5           | .500  | 279   | 59.2     | 73       | 9           | 33       | 1     | 7        | 45       | 3     | 0        | 52    | 43       | 6.49     | 1.78    |
| MLB：4年 | MLB：4年 | 182   | 0     | 0     | 0     | 0        | 12    | 12    | 14       | 25          | .500  | 882   | 194.0    | 203      | 17          | 110      | 6     | 15       | 188      | 9     | 0        | 132   | 117      | 5.43     | 1.61    |

- 2024年度シーズン終了時

### WBCでの投手成績
| 年 度 | 代 表  | 登 板 | 先 発 | 勝 利 | 敗 戦 | セ ｜ ブ | 打 者 | 投 球 回 | 被 安 打 | 被 本 塁 打 | 与 四 球 | 敬 遠 | 与 死 球 | 奪 三 振 | 暴 投 | ボ ｜ ク | 失 点 | 自 責 点 | 防 御 率 |
| ----- | ------ | ----- | ----- | ----- | ----- | -------- | ----- | -------- | -------- | ----------- | -------- | ----- | -------- | -------- | ----- | -------- | ----- | -------- | -------- |
| 2023  | パナマ | 2     | 0     | 0     | 0     | 0        | 6     | 2.0      | 0        | 0           | 0        | 0     | 0        | 3        | 0     | 0        | 0     | 0        | 0.00     |

### 年度別守備成績
| 年 度 | 球 団 | 投手（P） | 投手（P） | 投手（P） | 投手（P） | 投手（P） | 投手（P） |
| 年 度 | 球 団 | 試 合     | 刺 殺     | 補 殺     | 失 策     | 併 殺     | 守 備 率  |
| ----- | ----- | --------- | --------- | --------- | --------- | --------- | --------- |
| 2021  | COL   | 19        | 0         | 2         | 0         | 0         | 1.000     |
| 2022  | COL   | 38        | 0         | 11        | 0         | 1         | 1.000     |
| 2023  | COL   | 69        | 4         | 10        | 0         | 1         | 1.000     |
| 2024  | COL   | 56        | 4         | 11        | 0         | 1         | 1.000     |
| MLB   | MLB   | 182       | 8         | 34        | 0         | 3         | 1.000     |

- 2024年度シーズン終了時

### 背番号
- 61（2021年 - 2024年）

### 代表歴
- 2023 ワールド・ベースボール・クラシック・パナマ代表